# Stanisław Longawa
Stanisław Tadeusz Longawa (ur. 27 kwietnia 1975 w Kłodzku) – polski polityk, samorządowiec, w latach 2009–2010 wicemarszałek dolnośląski, od 2010 do 2018 wójt gminy Kłodzko.

## Życiorys
Zamieszkały od urodzenia we wsi Szalejów Dolny w gminie Kłodzko. Absolwent I Liceum Ogólnokształcącego im. Bolesława Chrobrego w Kłodzku, ukończył następnie studia prawnicze na Wydziale Prawa i Administracji Uniwersytetu Jagiellońskiego w Krakowie. Od 2006 prowadzi gospodarstwo rolne, które przejął od rodziców. Zajmuje się produkcją rośliną i zwierzęcą (w tym hodowlą bydła).
W 2002 wstąpił do Polskiego Stronnictwa Ludowego, w 2008 został wiceprezesem zarządu wojewódzkiego PSL w województwie dolnośląskim. W latach 2002–2006 zajmował stanowisko wicewójta gminy Kłodzko. W wyborach samorządowych w 2006 uzyskał mandat radnego sejmiku dolnośląskiego. Do 2009 był wiceprzewodniczącym sejmiku III kadencji, zasiadał w Komisji Rolnictwa i Rozwoju Obszarów Wiejskich, Komisji Budżetu i Finansów oraz Komisji Współpracy Zagranicznej. W lipcu 2009 został członkiem zarządu województwa dolnośląskiego w randze wicemarszałka. 21 listopada 2010 w pierwszej turze wygrał wybory na urząd wójta gminy Kłodzko, pokonując Huberta Krecha stosunkiem głosów 64,67% do 35,33%. Zastąpił Ryszarda Niebieszczańskiego, wieloletniego wójta tej gminy. Został wybrany również na radnego województwa IV kadencji, jednak mandat złożył z uwagi na zakaz łączenia funkcji. W 2014 po raz drugi wybrany na wójta, ponownie zwyciężając swojego poprzednika na tym stanowisku; nie ubiegał się o reelekcję w 2018, bezskutecznie kandydując do sejmiku. W 2007, 2011, 2015 i 2019 kandydował z ramienia PSL do Sejmu.